# Mohiuddinagar
Mohiuddinagar é um cidade no distrito de Samastipur, no estado indiano de Bihar.

## Demografia
Segundo o censo de 2001, Mohiuddinagar tinha uma população de 13.764 habitantes. Os indivíduos do sexo masculino constituem 52% da população e os do sexo feminino 48%. Mohiuddinagar tem uma taxa de literacia de 44%, inferior à média nacional de 59,5%: a literacia no sexo masculino é de 52% e no sexo feminino é de 35%. Em Mohiuddinagar, 21% da população está abaixo dos 6 anos de idade.